# بیلیتسه (شهرستان پژتسه)
بیلیتسه (به لهستانی:  Bielice) یک روستا در لهستان است که در گمینا بیلیتسه واقع شده‌است. بیلیتسه ۵۶۰ نفر جمعیت دارد.